# Simon Segal
Simon Segal (ur. 3 października 1898 w Białymstoku, zm. 3 sierpnia 1969 w Arcachon) – polski malarz pochodzenia żydowskiego tworzący we Francji w stylu figuratywizmu, członek École de Paris.

## Życiorys
Urodził się w bogatej mieszczańskiej rodzinie żydowskiej w Białymstoku. O jego białostockim okresie życia wiadomo niewiele. Jego ojciec był właścicielem składów handlowych przy ul. Kolejowej. Jego kuzyn, Molli Chwat (1888–1979), również był malarzem. W 1915 roku wraz z rodziną przeniósł się do Tweru, gdzie uczył się w rosyjskiej szkole politechnicznej.
Po zakończeniu I wojny światowej wraz z rodziną wrócił do rodzinnego Białegostoku, ale jeszcze w 1918 roku wyjechał do Berlina, gdzie namalował swój pierwszy portret. Związał się z grupą artystów, głównie pochodzących z Rosji i skupioną wokół Władimira Majakowskiego i Siergieja Jesienina. Zaczął ilustrować Spolochi, awangardowy berliński periodyk rosyjskiej emigracji. W 1924 roku wyjechał do Wiednia do siostry matki, następnie przyłączył się do wędrownej trupy cyrkowców. W 1925 roku przeniósł się do Paryża, gdzie początkowo prowadził beztroskie życie bohemy, był stałym bywalcem kawiarni: Dôme, Rotonde i La Coupole. W 1926 roku wyjeżdża do Tulonu, gdzie poznaje Bruno Bassano, uchodźcę politycznego i przeciwnika Mussoliniego, marszanda, który był jego przyjacielem do końca życia. Po tym jak rodzina przestała go finansować zmuszony został do podjęcia pracy m.in. jako bibliotekarz, robotnik w fabryce samochodów Citroëna i stylista u projektanta mody Paula Poireta. W 1929 roku w galerii Trydent w Tulonie odbyła się pierwsza wystawa prac Segala. W 1933 roku wrócił do Paryża, gdzie w 1935 roku wystawił około 30 gwaszów Wizje wojny w galerii Billet-Worms (prace zakupił amerykański kolekcjoner Frank Altschul).
II wojnę światową spędził w Crouste niedaleko Aubusson, gdzie pracował jako robotnik rolny i pracownik manufaktury tapicerskiej. Zawarł związek małżeński. Po wojnie wrócił na krótko do Paryża, aby następnie osiąść się w Jobourgu niedaleko Cap de la Hague. W 1949 roku uzyskał obywatelstwo francuskie. W 1953 po odejściu żony ponownie wrócił do Paryża. W kolejnych latach bierze udział w licznych wystawach w tym mieście. Po 1960 przenosi się do niewielkiej pracowni na Montmartre. Podróżował do Holandii, Włoch i Hiszpanii. Umarł w nocy z 2 na 3 sierpnia 1969 roku. Pochowany został w Arcachon. Po ukazaniu się informacji o śmierci Segala w lokalnej prasie, przebywający na wakacjach we Francji rabin z Białegostoku pojawił się na pogrzebie i odmówił modlitwę za swojego rodaka.

## Wystawy za życia
- 1929 – Tulon – Trydent Gallery
- 1935 – Paryż – Billiet-Worms Gallery
- 1950 – Paryż – Drouant-David Gallery
- 1951 – Tulon
- 1953–1955 – Paryż – Bruno Bassano Gallery
- 1956 – Albi – Musée Toulouse-Lautrec (retrospektywa)
- 1957 – Paryż – Bruno Bassano Gallery
- 1959 – Paryż – Musée Bourdelle(inne języki)
- 1960 – São Paulo – Museum of Modern Arts
- 1961 – Londyn – Grosvenor Gallery
- 1963 – Mediolan – Stendhal Gallery
- 1964 – Paryż – Bruno Bassano Gallery
- 1968 – Paryż – Drouant Gallery

## Wystawy pośmiertne
- 1971 – Brest – Palais des Arts et de la Culture (retrospektywa)
- 1972 – Valréas – Château de Simiane (retrospektywa)
- 1982 – Paryż – Salon de la Rose-Croix (retrospektywa)
- 1989 – Paryż – Musée du Luxembourg(inne języki) (retrospektywa, 160 prac)
- 1990 – Paryż – Salon du Dessin & de la Peinture à l'eau (30 prac)
- 1997 – Arcachon (retrospektywa, 50 prac)
- 1999 – Cherbourg – Musée Thomas Henry (70 prac)
- 2010 – Białystok – Muzeum Podlaskie w Białymstoku (retrospektywa Tajemnicze dziecko Białegostoku, 90 prac, jedyna dotychczas wystawa prac Segala w Polsce)

## Muzeum
W miasteczku Aups na południu Francji, w XII wiecznym klasztorze cysterskim, istnieje Muzeum Simona Segala prezentujące wiele jego prac oraz obrazy innych malarzy z École de Paris.